# Tomas Carlsson
Tomas Carlsson, född 1965, är en svensk företagsledare, som är VD för NCC sedan maj 2018. Han var VD för Sweco från 2012 till 2018.
Carlsson har en civilingenjörsexamen i väg- och vattenbyggnad från Chalmers tekniska högskola. Från 1991 till 2012 jobbade han inom NCC-koncernen, sist som VD för NCC Construction Sweden. Från och med 1 december 2012 tillträdde han tjänsten som VD för teknikkonsultbolaget Sweco. Han efterträdde Mats Wäppling. Under Carlssons ledning expanderade Sweco, bland annat via företagsköp. Bland större köp märks Grontmij för 3,3 miljarder kronor 2015 och Vectura 2013. Företagets omsättning mer än dubblerades från 2012 till 2017. År 2018 återvände Carlsson till NCC, nu som VD och koncernchef.